# Wärme

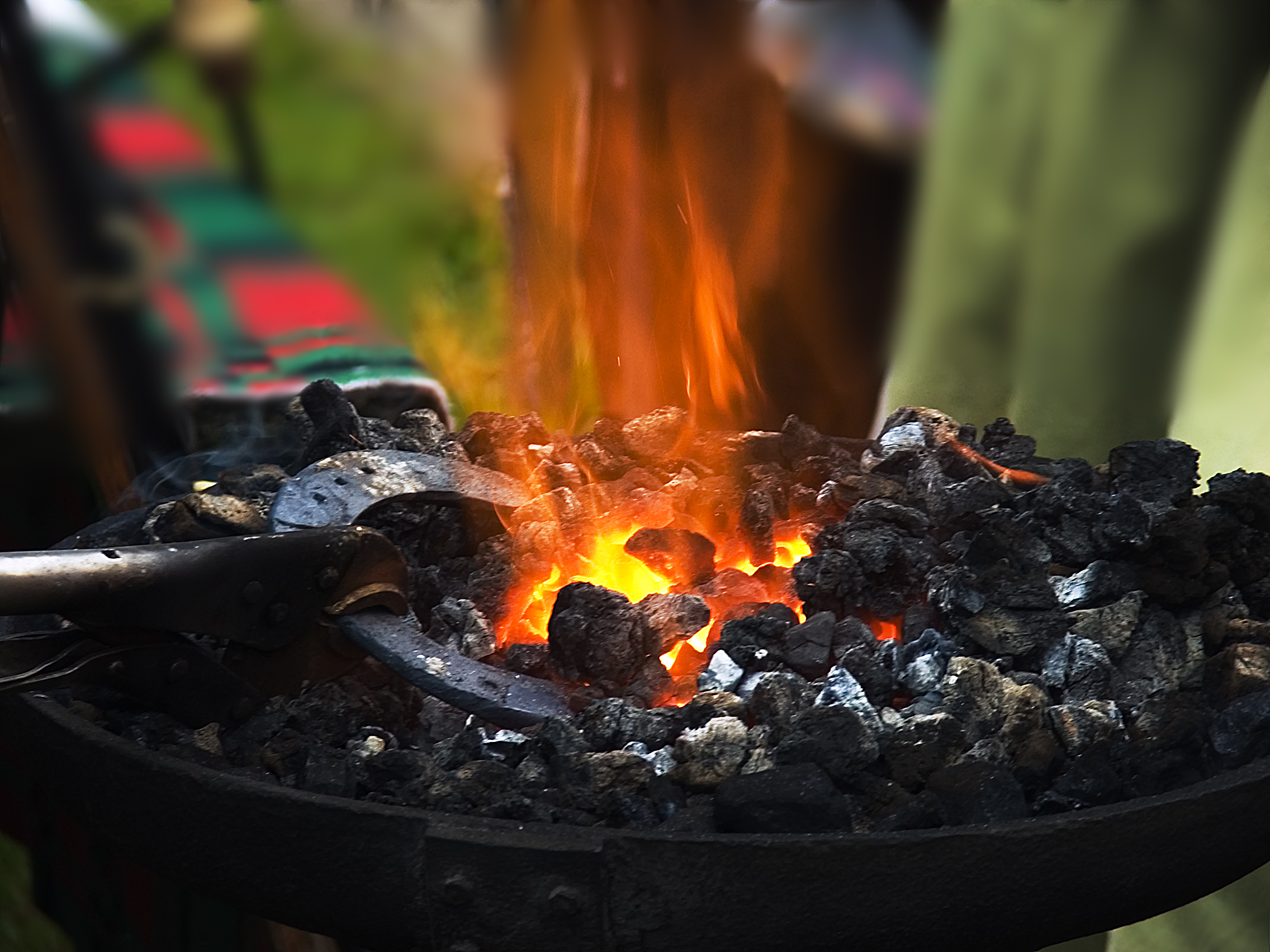
Wärme wird auf unterschiedliche Weise transportiert: durch Wärmeleitung (im Hufeisen), durch Konvektion (in der aufsteigenden heißen Luft) und durch Wärmestrahlung (sichtbar durch das Leuchten der roten Glut)

Die physikalische Größe Wärme erfasst einen Teil der Energie, die bei einem Vorgang von einem thermodynamischen System aufgenommen oder abgegeben wird. Der andere Teil der bei diesem Vorgang übergebenen Energie ist die physikalische Arbeit. Die Summe aus Wärme und Arbeit gibt nach dem ersten Hauptsatz der Thermodynamik an, wie sich die innere Energie des Systems bei dem Vorgang ändert. Dabei ist die Arbeit als derjenige Anteil der übergebenen Energie definiert, der mit einer Änderung von äußeren Parametern verbunden ist, z. B. mit der Verkleinerung des Volumens beim Zusammendrücken eines Gases. Der übrige Anteil ist die Wärme. 
Die Übertragung von Wärme lässt die äußeren Parameter unverändert und verändert stattdessen die Entropie des Systems, wodurch sich beispielsweise dessen innere Ordnung verändert, z. B. wird beim Schmelzen eines Eiswürfels die innere Ordnung verringert. Wärme ist auch die einzige Form der Energie, die zwischen zwei Systemen während eines Vorgangs allein aufgrund ihrer unterschiedlichen Temperaturen übertragen wird. Dabei wird Wärme stets vom System der höheren zum System der tieferen Temperatur übertragen.
Wärmetransport kann durch Wärmeleitung, Wärmestrahlung oder Konvektion erfolgen. Wärme wird – wie alle Energien – im internationalen System in der Maßeinheit Joule angegeben und üblicherweise mit dem Formelzeichen {\displaystyle Q} bezeichnet.
Wärme ist jedoch keine Menge, die in einem System vorhanden wäre. Physikalisch gibt es keine bestehende Wärmemenge in einem System. Wärmetransport während eines Vorgangs verändert andere physikalische Größen, die Zustandsgrößen sind und bei denen ein Begriff einer bestehenden Menge sinnvoll sein kann, wie zum Beispiel Energie oder Enthalpie. Vor allem Enthalpie wird auch oft als „Wärmeinhalt“ bezeichnet.

## Überblick
Der physikalische Fachbegriff der Wärme unterscheidet sich deutlich von der umgangssprachlichen Verwendung des Wortes „Wärme“. In der Alltagssprache ist damit meist jene Eigenschaft eines Körpers gemeint, die ihn „warm“ sein lässt und damit einen bestimmten Zustand beschreibt. Dies wird physikalisch noch relativ nahekommend durch den (allerdings auch nicht genau festgelegten) Begriff der thermischen Energie ausgedrückt, der vor allem historische Bedeutung besitzt. In dieser Bedeutung trifft man den Wortbestandteil „Wärme“ auch aus historischen Gründen in zahlreichen Fachausdrücken an (z. B. Wärmekapazität, Wärmeinhalt). Im Lauf der Zeit hat sich jedoch herausgestellt, dass zahlreiche dieser historischen Vorstellungen physikalisch unzutreffend sind.
Die Größe, die heute in der Physik mit „Wärme“ bezeichnet wird, ist keine Zustandsgröße, die in jedem Zustand eines Systems einen bestimmten Wert hätte oder eine in einem System vorhandene Menge beschriebe. 
Der physikalische Begriff „Wärme“ dient vielmehr ausschließlich der Beschreibung von Prozessen, bei denen sich der Zustand des Systems ändert. Folglich ist Wärme eine Prozessgröße, deren Erwähnung ausschließlich im Zusammenhang mit Prozessen sinnvoll ist. Dabei ist nach dem ersten Hauptsatz der Thermodynamik für jedes System die Änderung seiner inneren Energie gleich der Summe aus zugeführter Wärme und am System geleisteter Arbeit. Umgekehrt bedeutet dies, dass die zugeführte Wärme {\displaystyle Q} genau der Zunahme der inneren Energie {\displaystyle \Delta U} abzüglich der verrichteten Arbeit {\displaystyle W} entspricht: {\displaystyle Q=\Delta U-W}. 
Wie viel Energie insgesamt übertragen wird, hängt lediglich vom Anfangs- und Endzustand des Systems ab; die Aufteilung in Arbeit und Wärme kann jedoch je nach Ablauf des betrachteten Prozesses unterschiedlich sein.
Da die Energie eine Erhaltungsgröße ist, können Wärme und Arbeit nicht im System selbst entstehen, vielmehr beschreiben sie den Energietransport über die Systemgrenzen hinweg. Sind nur zwei Systeme am Prozess beteiligt, dann gibt das eine System genau so viel Arbeit und genau so viel Wärme ab, wie das andere aufnimmt. Daher haben die Größen Wärme, Arbeit und Änderung der inneren Energie für beide Systeme dieselben Werte, nur mit umgekehrten Vorzeichen. Ein Prozess, bei dem keine Wärme übergeben wird, heißt adiabatisch. Ein Prozess, bei dem ausschließlich Wärme übergeben wird, heißt gelegentlich arbeitsdicht, ein Beispiel ist die isochore Erwärmung eines Gases.
Wenn zwischen zwei Systemen Wärme transportiert wird, fließt sie stets von der hohen zur niedrigen Temperatur. Oft steigt dabei die tiefere und verringert sich die höhere der beiden Temperaturen, aber es gibt auch Ausnahmen, wenn z. B. Eis von 0 °C durch Wärmezufuhr in Wasser von 0 °C umgewandelt wird.
Eine Maschine, die fortwährend oder periodisch Wärme aufnimmt und Arbeit verrichtet, heißt Wärmekraftmaschine. Aus prinzipiellen Gründen kann dabei die durch Wärme aufgenommene Energie nicht vollständig als Arbeit wieder abgegeben werden, sondern muss teilweise als Abwärme wieder abgeführt werden (Näheres beim 2. Hauptsatz der Thermodynamik).
In der grundlegenden Erklärung der thermodynamischen Phänomene durch die statistische Mechanik besteht jedes System aus einer Vielzahl einzelner Teilchen in Bewegung, wobei die Teilchen sich mehr oder weniger geordnet bewegen können. Wärme ist dabei ausschließlich mit dem Anteil an ungeordneter Bewegung verknüpft. Gehört ein Strahlungsfeld zum betrachteten System, dann bezieht sich Wärme auf die Energie des Strahlungsfelds, die ungeordnet auf die verschiedenen möglichen Wellenformen der Eigenmoden verteilt ist (siehe Wärmestrahlung). Im Bild der Energieniveaus sind die Teilchen auf alle verschiedenen Niveaus verteilt und wechseln statistisch fluktuierend zwischen ihnen, wobei aber im Gleichgewichtszustand die durchschnittliche Besetzungszahl jedes Niveaus gleich bleibt und in Form einer statistischen Verteilung festgelegt ist. Zufuhr von Wärme verschiebt diese Verteilungskurve (der Besetzung der Niveaus) zu höherer Energie, während Arbeit, die am System verrichtet wird, die Energien der einzelnen Energieniveaus anhebt.

## Entwicklung des Wärmebegriffs
So weit es den technisch-naturwissenschaftlichen Bereich betrifft, wird und wurde umgangssprachlich die „Wärme“ zum einen als Ausdruck einer erhöhten Temperatur verwendet, zum anderen für die damit verbundenen Energien und Energieflüsse, die zunächst als Wärmemenge bezeichnet wurden. Die Unterscheidung beider Aspekte wurde schon durch die Nominalisten im 14. Jahrhundert, also vor Beginn der neuzeitlichen Naturwissenschaften, vorbereitet. Hinsichtlich der Temperatur wurden im 17. und 18. Jahrhundert verlässliche Thermometer entwickelt. Die Wärmemenge wurde aber erst genauer beachtet, nachdem ab 1750 mithilfe von Kalorimetern die Gleichgewichtstemperaturen nach Mischung von Stoffen verschiedener Ausgangstemperaturen untersucht wurden. Die Wärmemenge erhielt später eine eigene physikalische Dimension mit der Einheit Kalorie, definiert in der Form (aber mehrfach modifiziert): „1 Kalorie ist die Wärmezufuhr, die die Temperatur von 1 g Wasser um 1 °C erhöht.“ Daraus ergab sich ein Erhaltungssatz („abgegebene Wärme = aufgenommene Wärme“), der auch heute noch Gültigkeit hat, sofern keine Arbeit geleistet wird.
Zur Deutung, worum es sich bei Wärme handelt, standen sich bis etwa 1850 zwei Lehrmeinungen gegenüber: Eine Erklärung ging von einem hypothetischen „Wärmestoff“ aus, dem zuletzt Antoine de Lavoisier den Namen calorique (Caloricum) gab. Der Wärmestoff sei unvergänglich, unerschaffbar, unwägbar, durchdringe jedes Stück Materie und bestimme durch seine Menge dessen „Wärmeinhalt“ und durch seine Konzentration die Temperatur. Die Wörter „Wärmemenge“, „Wärmeenergie“ und „spezifische Wärme“ stammen aus dem Umfeld dieser Wärmestofftheorie. Auf der anderen Seite wurde schon im 13. Jahrhundert von Roger Bacon und ab dem 17. Jahrhundert u. a. von Johannes Kepler, Francis Bacon, Robert Boyle, Daniel Bernoulli eine mechanische Theorie der Wärme vorgeschlagen: Wärme sei eine Bewegung kleiner, den Augen verborgener Materieteilchen. Tatsächlich beobachtete 1798 Benjamin Thompson (der spätere Lord Rumford) beim Bohren von Kanonenrohren, dass durch das Bohren Wärme in beliebiger Menge allein durch mechanische Arbeit entsteht. Thompson hätte daraus sogar den ungefähren Wert des mechanischen Wärmeäquivalents abschätzen können. Eine präzise Messung gelang jedoch erst James Prescott Joule um 1850.
Dass Wärme umgekehrt auch Quelle von mechanischer Arbeit sein kann, war durch die ersten Dampfmaschinen schon seit Beginn des 18. Jahrhunderts bekannt. Die Erklärungsversuche im Rahmen der Wärmestofftheorie gipfelten 1824 in der Erkenntnis von Sadi Carnot, dass die aus Wärmezufuhr zu gewinnende Arbeit aus prinzipiellen Gründen begrenzt ist, weil die bei hoher Temperatur aufgenommene Wärme bei niedriger Temperatur wieder abgegeben werden müsse. Dabei hängt der idealerweise erzielbare Wirkungsgrad nicht von der Konstruktion der Maschine, sondern ausschließlich von den beiden Temperaturen ab und liegt stets unter 100 %. Carnot argumentierte vollständig auf der Grundlage der Wärmestofftheorie, gab aber auch schon einen Wert für das mechanische Wärmeäquivalent an, doch seine Schriften gerieten zunächst in Vergessenheit.
Entscheidend für die Widerlegung der Wärmestofftheorie war die von Rudolf Clausius 1850 publizierte Erkenntnis, dass es sich beim Verhältnis von Wärme und Arbeit um gegenseitige Umwandlung handelt, d. h., Wärme wird verbraucht, wenn Arbeit gewonnen wird, und umgekehrt. Bei der Verwandlung von Arbeit in Wärme stützte Clausius sich auf die erwähnte Beobachtung von Thompson und weitere Erkenntnisse zur Reibungswärme. Bei der Verwandlung von Wärme in Arbeit stützte er sich auf den erhöhten Wärmebedarf beim Erwärmen eines Gases, wenn dieses sich dabei auch ausdehnen kann, und auf ein von Joule 1844 durchgeführtes Schlüsselexperiment: Komprimierte Luft leistet beim Entspannen genau dann mechanische Arbeit, wenn sie der Umgebung Wärme entzieht, also sie abkühlt. Dadurch konnte sich die mechanische Theorie der Wärme schließlich durchsetzen.
Die Erkenntnis, dass es sich bei Wärme um Energie handelt, ebnete den Weg zum Energieerhaltungssatz, den Hermann von Helmholtz 1847 erstmals allgemein formulierte. In der weiteren Entwicklung des Wärmebegriffs rückte der Energiebegriff ins Zentrum.
Trotz der Widerlegung der Wärmestofftheorie blieb Carnots Entdeckung, dass die Gewinnung von Arbeit aus Wärme durch die Temperaturdifferenz beschränkt ist, gültig. Es gelang Rudolf Clausius, daraus den Begriff einer anderen mengenartigen Größe zu gewinnen, die immer, wenn Wärme übertragen wird, mit übertragen wird. Im Jahr 1865 nannte er diese Größe Entropie. In Vielem entspricht die Entropie dem in der Wärmestofftheorie postulierten Caloricum. Allerdings gilt für die Entropie nicht der seinerzeit für das Caloricum angenommene Erhaltungssatz: Entropie kann zwar nicht zerstört, aber erschaffen werden. Z. B. wird bei der Wärmeleitung von hoher zu niedriger Temperatur mit der Wärme zusammen auch Entropie übertragen, aber zusätzlich ein Zuwachs an Entropie erzeugt.
Mithilfe des Entropiebegriffs kann man Wärme – im Unterschied zu Arbeit – dadurch charakterisieren, dass sie Entropie von einem System zu einem anderen transportiert. Die heutige Definition der Wärme, wie sie auch der oben in der Einleitung gegebenen Definition zugrunde liegt, bezieht sich nicht mehr auf Temperaturänderungen oder Stoffumwandlungen, sondern beruht vollständig auf dem Energiebegriff. Sie wurde 1921 von Max Born formuliert, nachdem Constantin Carathéodory 1909 die Thermodynamik in eine axiomatische Form gebracht hatte. Demnach liegt die eigentliche Definition der Wärme im 1. Hauptsatz der Thermodynamik (s. u.) und lautet: Wird in einem Prozess an einem makroskopischen System die innere Energie {\displaystyle U}  um {\displaystyle \Delta U} geändert, während am System die Arbeit {\displaystyle W} verrichtet wird, dann ist die Differenz {\displaystyle Q=\Delta U-W} die Wärme, die dabei in das System übertragen wurde.
Die beiden Größen Wärme und Arbeit sind nicht so unabhängig voneinander, wie es auf den ersten Blick erscheinen mag: Wird beispielsweise der Luft in einem Luftballon Wärme zugeführt, so äußert sich dies nicht ausschließlich in einer Zunahme von Temperatur und Entropie. Der Luftballon bläht sich auf, sein Volumen vergrößert sich. Das Gas verrichtet also aufgrund der Wärmezufuhr auch Arbeit (gegen den Umgebungsdruck und gegen die Elastizität der Gummihülle). Umgekehrt kann auch äußere Arbeit indirekt Einfluss auf die inneren Parameter des Systems haben. Wenn man z. B. einen Teig knetet, leistet man offensichtlich Arbeit. Durch innere Reibung führt dies dazu, dass sich die Temperatur des Teigs und auch seine Entropie erhöht. Die Arbeit wurde bei diesem Prozess dissipiert (d. h. fein verteilt). Sie führte zu einer Erhöhung der inneren Energie des Teigs und hat damit (hinsichtlich der Temperatur) dieselbe Wirkung wie zugeführte Wärme. Man kann dem Teig den Zuwachs an innerer Energie aber nicht mehr in Form von Arbeit entnehmen. Dieser Prozess ist also irreversibel.
Im internationalen System der Einheiten wurde die besondere Wärmeeinheit Kalorie 1948 abgeschafft und durch die allgemeine Einheit Joule für Energie ersetzt.

## Wärmeübertragung

### Abgeleitete Größen
Ist {\displaystyle Q(t)} für einen bestimmten Prozess die Funktion, die die bis zum Zeitpunkt {\displaystyle t} übertragene Wärme angibt, dann ist der momentane Wärmestrom gegeben durch die zeitliche Ableitung:
{\displaystyle {\dot {Q}}(t)={\frac {\mathrm {d} Q(t)}{\mathrm {d} t}}}
Er hat im SI die Einheit Watt.
Geschieht die Übertragung durch eine Fläche {\displaystyle A}, dann ist die durchschnittliche momentane Wärmestromdichte {\displaystyle {\dot {Q}}_{A}={\tfrac {\dot {Q}}{A}}}. Die momentane lokale Wärmestromdichte {\displaystyle {\dot {q}}_{A}(t)} ist der Quotient aus dem differentiellen Wärmestrom und der differentiellen Fläche dA, durch die er hindurchgeht:
{\displaystyle {\dot {q}}_{A}(t)={\frac {\mathrm {d} {\dot {Q}}(t)}{\mathrm {d} A}}={\frac {\mathrm {d^{2}} {Q}(t)}{\mathrm {d} A\,\mathrm {d} t}}}
Bei Wärmeübertragung durch Konvektion kann die Wärme auf die strömende Masse {\displaystyle m} bezogen werden, bzw. bei stationärer Strömung der Wärmestrom auf den Massenstrom {\displaystyle {\dot {m}}}:
{\displaystyle {q}_{m}={\frac {Q}{m}}={\frac {\dot {Q}}{\dot {m}}}}
Dieser spezifische Wärmestrom hat im SI die Einheit J/kg (Joule pro Kilogramm), darf aber nicht mit der spezifischen Wärmekapazität verwechselt werden.

### Wärmeleitung
Sind zwei Systeme mit verschiedenen Temperaturen {\displaystyle T_{1}>T_{2}} durch eine gemeinsame Fläche {\displaystyle A} thermisch gekoppelt, fließt ein Wärmestrom {\displaystyle {\dot {Q}}_{1\rightarrow 2}}, der nach Isaac Newton durch
{\displaystyle {\dot {Q}}_{1\rightarrow 2}=k\,A\,(T_{1}-T_{2})}
gegeben ist. Die Stärke der thermischen Kopplung an der Systemgrenze ist durch den Wärmedurchgangskoeffizienten {\displaystyle k} beschrieben.

### Wärmestrahlung
Jeder Körper strahlt durch elektromagnetische Strahlung einen Wärmestrom {\displaystyle {\dot {Q}}} ab, der in diesem Zusammenhang auch als Strahlungsleistung bezeichnet wird. Nach dem Stefan-Boltzmann-Gesetz (von Josef Stefan und Ludwig Boltzmann) gilt:
{\displaystyle {\dot {Q}}=\varepsilon \,\sigma \,A\,T^{4}}
Darin ist
{\displaystyle \varepsilon } der Emissionsgrad: Die Werte liegen zwischen 0 (perfekter Spiegel) und 1 (idealer Schwarzer Körper),
{\displaystyle \sigma =5{,}67\cdot 10^{-8}~\mathrm {\frac {W}{m^{2}\,K^{4}}} } die Stefan-Boltzmann-Konstante,
{\displaystyle A} die Oberfläche des abstrahlenden Körpers,
{\displaystyle T} die absolute Temperatur des abstrahlenden Körpers.
Der Wärmeübertrag zu einem zweiten Körper kommt dadurch zustande, dass dieser die einfallende Strahlung – zumindest teilweise – absorbiert. Hierbei liegt der Absorptionsgrad wieder zwischen 0 (perfekter Spiegel) und 1 (idealer Schwarzer Körper). Zwei Körper strahlen sich gegenseitig über die einander zugewandten Teile der Oberfläche an. Dabei ergibt sich summiert immer ein Energiefluss von der wärmeren zur kälteren Fläche, unabhängig von deren Beschaffenheit, Emissions- und Absorptionsvermögen.

### Konvektion
Konvektive Wärmeübertragung geschieht mithilfe eines Stofftransports. Sie besteht aus drei Teilprozessen:
1. Wärme geht von einem heißen Körper durch Wärmeleitung zu einem transportfähigen Stoff über, wodurch dieser z. B. erwärmt oder verdampft wird;
2. der Stoff fließt – im einfachsten Fall ohne weitere Zustandsänderung – durch den Raum zu einem kälteren Körper;
3. Wärme geht durch Wärmeleitung vom Stoff zum kälteren Körper über.

Im Einklang mit dem älteren Verständnis des Begriffs Wärme wird die Wärmeübertragung durch Konvektion nur auf den Stofftransport im mittleren Teilprozess bezogen. Im Sinne der in der Einleitung gegebenen Definition gehören die beiden anderen Teilschritte aber dazu.
Der übertragene Wärmestrom hängt von mehreren Parametern ab, darunter Dauer, Fläche und Stärke der thermischen Kopplung zwischen dem warmen bzw. kalten Körper und dem Transportmedium sowie dessen Fließgeschwindigkeit.
Der ganze Prozess kann weiter dadurch modifiziert werden, dass das Medium während des Transports Arbeit leistet oder aufnimmt. Handelt es sich z. B. um Arbeit durch adiabatische Expansion oder Kompression, ändert sich auch die Temperatur des Mediums. Die für die mitgeführte Energie maßgebliche Größe ist dann die Enthalpie {\displaystyle H=U+pV}, d. h. die Summe aus innerer Energie {\displaystyle U} und Verschiebearbeit {\displaystyle pV}. Darauf beruhen z. B. der Kühlschrank und die Wärmepumpe.

### Auswirkungen der Wärmeübertragung
Typischerweise führt Zufuhr oder Entzug von Wärme zur Erhöhung bzw. Absenkung der Temperatur des betreffenden Stoffes. Die Wärme {\displaystyle Q} ist näherungsweise proportional zur Temperaturänderung {\displaystyle \Delta T} sowie proportional zur Masse {\displaystyle m} des Stoffes:
{\displaystyle Q=c\,m\,\Delta T}
Die Proportionalitätskonstante {\displaystyle c} ist die spezifische Wärmekapazität des Stoffes. Sie ist ein für den jeweiligen Stoff charakteristischer Parameter, der nur schwach von den weiteren Zustandsgrößen wie Druck, Temperatur etc. abhängt. Beispielsweise steigt die Temperatur von 1 kg flüssigem Wasser um 1 °C, wenn man ihm eine Wärme von ca. 4,2 kJ zuführt.
Körper, die sich beim Erwärmen ausdehnen, leisten dabei Arbeit gegen den Umgebungsdruck oder zwischenmolekulare Kräfte. Eine bestimmte Wärmezufuhr kommt dann nur teilweise der thermischen Bewegung der Teilchen zugute. Deswegen ist sie mit einer geringeren Temperaturerhöhung verbunden als ohne thermische Ausdehnung. Man unterscheidet daher zwischen den spezifischen Wärmekapazitäten bei konstantem Druck und bei konstantem Volumen. Bei festen und flüssigen Stoffen ist der Unterschied meist zu vernachlässigen, bei Gasen aber kann er bis zum Faktor 10 ausmachen (siehe Isentropenexponent). Bei der isothermen Expansion eines idealen Gases ändert sich per definitionem die Temperatur überhaupt nicht. Hier wird also die gesamte zugeführte Wärme in Expansionsarbeit überführt. In bestimmten Fällen kann die verrichtete Arbeit sogar die zugeführte Wärme übersteigen. Dann nimmt die Temperatur des Systems trotz zugeführter Wärme ab. Dies ist z. B. beim Joule-Thomson-Effekt der Fall.
Bei bestimmten Werten von Temperatur, Druck, gegebenenfalls auch weiteren Parametern, reagieren Stoffe auf Zufuhr von Wärme nicht mit einer Temperaturänderung, sondern mit einer Phasenumwandlung wie Verdampfen, Schmelzen, Sublimieren etc. Die dafür erforderliche Energie heißt Verdampfungsenthalpie, Schmelzenthalpie oder Sublimationsenthalpie. Umgekehrt führt eine Wärmeabgabe unter den gleichen Bedingungen zum Kondensieren, Erstarren, Resublimieren der Stoffe. Dabei hängt die Wärme pro Einheit der Stoffmenge stark davon ab, um welchen Stoff und welche Phasenumwandlung es sich handelt. Beispielsweise gefriert flüssiges Wasser unter Atmosphärendruck bei 0 °C, wenn man ihm Wärme von ca. 333 kJ pro 1 kg entzieht.

## Latente Wärme
Der Phasenübergang aller Stoffe zwischen fest/flüssig, flüssig/gasförmig oder fest/gasförmig vollzieht sich in beiden Richtungen bei konstanter Temperatur (isotherm). Die für den Phasenübergang aufzuwendende oder dabei freiwerdende Energie wurde früher als latente Wärme (latent = verborgen) bezeichnet. Je nach Art des Phasenübergangs handelt es sich dabei um die Schmelzenthalpie, die Kondensations- oder Verdampfungsenthalpie sowie um die Sublimationsenthalpie. So benötigt beispielsweise Wasser 333,5 kJ/kg, um sich als Eis von 0 °C in Wasser von 0 °C umzuwandeln, und 2257 kJ/kg, damit aus Wasser von 100 °C Dampf von 100 °C entsteht. Die zugeführte Energie bewirkt dabei keine Temperaturänderung und wird bei Umkehrung des Phasenübergangs wieder an die Umgebung abgegeben.
Neben der Schmelz- und Verdampfungsenthalpie zählt auch die Umwandlungsenthalpie (früher: Umwandlungswärme) zur latenten Wärme. Sie tritt beispielsweise bei Eisen mit 0,9 % Kohlenstoffgehalt und Temperaturen um 720 °C auf. Das Kristallgitter springt beim Abkühlen von kubisch-flächenzentriert in kubisch-raumzentriert um, wobei Wärme aus dieser Umwandlung abgegeben wird.
Latentwärmespeicher nutzen diesen Effekt und können große Energiemengen bei kleinem Temperaturanstieg speichern.

## Wärme, Arbeit, innere Energie und der 1. Hauptsatz der Thermodynamik
Der 1. Hauptsatz der Thermodynamik stellt fest, dass die innere Energie {\displaystyle U} eines physikalischen Systems die Änderung {\displaystyle \Delta U} erfährt, wenn an dem System die Arbeit {\displaystyle W} verrichtet und ihm die Wärme {\displaystyle Q} zugeführt wird:
{\displaystyle \Delta U=Q+W}
(Vom System verrichtete Arbeit oder abgegebene Wärme werden hier negativ gezählt. In manchen Texten gilt die umgekehrte Vorzeichenkonvention.) Dabei ist {\displaystyle U} die gesamte Energie, die das System bei ruhendem Schwerpunkt und ohne Berücksichtigung von potentieller Energie in einem äußeren Feld besitzt. Der 1. Hauptsatz drückt einen Teil des Energieerhaltungssatzes aus.
{\displaystyle U} ist eine Zustandsgröße, d. h., der Wert ist vollständig durch den momentanen Zustand des Systems bestimmt und insbesondere unabhängig von dem Weg, über den sich dieser Zustand eingestellt hat. Es ist daher auch sinnvoll, von einer „im System vorhandenen inneren Energie“ oder Energiemenge zu reden. Die Prozessgrößen {\displaystyle W} und {\displaystyle Q} hingegen hängen sehr wohl vom beschrittenen Weg ab. Es ist daher nicht sinnvoll, von einer „im System vorhandenen Arbeit“ oder einer „im System vorhandenen Wärmemenge“ zu reden. Die gemeinsame Summe von {\displaystyle W} und {\displaystyle Q} ergibt jedoch zwangsläufig die Differenz der inneren Energien von Endzustand und Anfangszustand. 
Führt ein Prozess das System in seinen Ursprungszustand zurück, so stimmen Anfangs- und Endenergie überein. Folglich ist die Differenz der vom System aufgenommenen und abgegebenen Wärme genau so groß wie die Energie, die es durch Arbeit nach außen abgibt (oder umgekehrt). Einen solchen Prozess nennt man Kreisprozess. Dies ist die Grundlage sowohl der kontinuierlich arbeitenden Wärmekraftmaschinen, die aus einer Wärmequelle mechanische Arbeit gewinnen, als auch der Wärmepumpen, die Wärme bei niedriger Temperatur aufnehmen und mithilfe von Arbeit bei höherer Temperatur wieder abgeben.

## Wärme, Entropie und der 2. Hauptsatz der Thermodynamik
Für Wärme gilt gegenüber anderen Formen der Energieübertragung eine Besonderheit: Es kann nie Wärme aus einem kälteren in einen wärmeren Körper übergehen, wenn nicht gleichzeitig eine andere damit zusammenhängende Änderung eintritt. Dies ist der 2. Hauptsatz der Thermodynamik, wiedergegeben mit den Worten seiner ersten Formulierung durch Rudolf Clausius. Es gibt zahlreiche andere Formulierungen, die dazu äquivalent sind. Eine heißt: Die Entropie kann in einem abgeschlossenen System nur konstant bleiben oder zunehmen. Sie beruht auf der von Clausius entdeckten Zustandsgröße Entropie, die eng mit der Wärme zusammenhängt.
Dass beide Formulierungen äquivalent sind, sieht man anhand einer idealen Wärmekraftmaschine: Sie wandelt Wärme in Arbeit um, indem ein Arbeitsstoff durch einen Carnotschen Kreisprozess geführt wird. Der Arbeitsstoff nimmt die Wärme {\displaystyle Q_{1}} von einem System mit der Temperatur {\displaystyle T_{1}} auf, leistet die Arbeit {\displaystyle W} und gibt die Abwärme {\displaystyle Q_{2}} an ein System mit der niedrigeren Temperatur {\displaystyle T_{2}} ab. Da diese drei Energiegrößen in diesem Zusammenhang üblicherweise positiv gezählt werden, gilt nach dem 1. Hauptsatz {\displaystyle Q_{1}=W+Q_{2}}.
Von der eingesetzten Wärme {\displaystyle Q_{1}} wurde also nur der Anteil {\displaystyle W=Q_{1}-Q_{2}} genutzt. Der Wirkungsgrad beträgt demnach {\displaystyle \eta ={\tfrac {Q_{1}-Q_{2}}{Q_{1}}}=1-{\tfrac {Q_{2}}{Q_{1}}}}.
Der Carnotsche Kreisprozess ist reversibel, könnte also auch umgekehrt laufen. Dann würde er als Wärmepumpe die Arbeit {\displaystyle W} verbrauchen, um die Wärme {\displaystyle Q_{2}} bei der niedrigen Temperatur {\displaystyle T_{2}} aufzunehmen und (vermehrt um den Betrag der geleisteten Arbeit) zur hohen Temperatur {\displaystyle T_{1}} zu übertragen. Aus der ersten Formulierung des 2. Hauptsatzes folgt dann, dass jeder beliebige reversible Kreisprozess denselben Wirkungsgrad hat, sofern er mit denselben Temperaturen arbeitet. Der genaue Ablauf des Prozesses und die Wahl des Arbeitsstoffes sind für diese Überlegung unerheblich. Gäbe es einen Prozess mit höherem Wirkungsgrad, dann könnte man ihn mit einem Carnotschen Kreisprozess zu einer Kombination von Wärmekraftmaschine und Wärmepumpe zusammenschalten, die nach einem Durchlauf Wärme von der niedrigen zur hohen Temperatur übertragen hat, ohne sonstige Veränderungen zu hinterlassen. Das aber ist nach der ersten Formulierung des 2. Hauptsatzes ausgeschlossen. Der Wirkungsgrad der reversiblen Kreisprozesse wird auch als der Carnotsche oder ideale Wirkungsgrad bezeichnet, denn mit derselben, von Carnot entdeckten, Argumentation, kann man ausschließen, dass es überhaupt einen Kreisprozess (ob reversibel oder nicht) gibt, der einen höheren Wirkungsgrad hat.
Demnach ist der ideale Wirkungsgrad {\displaystyle \eta _{\mathrm {ideal} }} allgemeingültig und lässt sich daher mithilfe eines einzigen Beispiels ermitteln. Aus dem Beispiel des idealen Gases als Arbeitsstoff im Carnotprozess ergibt sich (mit {\displaystyle T} als absoluter Temperatur)
{\displaystyle {\frac {Q_{1}}{T_{1}}}={\frac {Q_{2}}{T_{2}}},}
woraus folgt:
{\displaystyle \eta _{\mathrm {ideal} }=1-{\frac {T_{2}}{T_{1}}}}
Die Allgemeingültigkeit dieser Gleichungen erlaubt es, die Größe
{\displaystyle \Delta S={\frac {Q}{T}}}
als die Änderung einer neuen Zustandsgröße {\displaystyle S} anzusehen. {\displaystyle S} ist die Entropie des Systems. Sie ändert sich um {\displaystyle \Delta S}, wenn dem System die Wärme {\displaystyle Q} bei der Temperatur {\displaystyle T} reversibel zugeführt wurde. Entropie fließt mit der reversibel übertragenen Wärme.
Im Kreisprozess fließt vom wärmeren System die Entropie {\displaystyle \Delta S_{1}={\tfrac {Q_{1}}{T_{1}}}} in den Arbeitsstoff, der seinerseits die Entropie {\displaystyle \Delta S_{2}={\tfrac {Q_{2}}{T_{2}}}} an das kältere System abführt. Da im reversiblen Kreisprozess {\displaystyle \Delta S_{1}=\Delta S_{2}} gilt, ist die gesamte Entropie erhalten. Sie fließt ohne Abnahme vom System mit der hohen Temperatur in den Arbeitsstoff und weiter ins System mit der tiefen Temperatur. Das unterscheidet den Entropiefluss vom Wärmefluss, der gerade um so viel abnimmt, wie zwischendurch an Arbeit geleistet wurde.
Der Entropiefluss kann bei einem nichtidealen, realen Kreisprozess nicht abnehmen, sondern höchstens zunehmen, denn nach dem oben Gesagten hat dieser einen kleineren Wirkungsgrad, also größere Abwärme. Mithin gilt: Der Arbeitsstoff gibt mehr Entropie ab, als er erhalten hat, {\displaystyle \Delta S_{2}<\Delta S_{1}}, die Entropie hat sich insgesamt erhöht. Dies gilt allgemein: Jeder irreversible Prozess lässt Entropie neu entstehen und führt zur Erhöhung der gesamten Entropie des Systems, auch dann, wenn gar keine Wärme zugeführt wird. Solche Prozesse bezeichnet man als Dissipation. Bei einer realen Wärmekraftmaschine wird zum Beispiel ein Teil der Arbeit, die bei einer idealen Wärmekraftmaschine dem Abnehmer zur Verfügung stünde, durch Reibung dissipiert.
So folgt aus der ersten der oben wiedergegebenen Formulierungen des 2. Hauptsatzes die zweite. Umgekehrt folgt auch aus der zweiten die erste, denn die spontane Übertragung von Wärme zu einem System höherer Temperatur wäre ein Prozess, bei dem die Entropie insgesamt abnimmt, der also nach der zweiten Formulierung unmöglich ist.

## Wärme und Arbeit in mikroskopischer Deutung
Das einfache Modellsystem nicht wechselwirkender Teilchen erlaubt eine mikroskopische Deutung von Wärme und Arbeit. Sind {\displaystyle N} solcher Teilchen mit Besetzungszahlen {\displaystyle n_{i}} auf die Niveaus (oder auf die Phasenraumzellen) mit Energien {\displaystyle E_{i}} verteilt, dann ist die Gesamtenergie
{\displaystyle E_{\mathrm {ges} }=\sum _{i=1}^{N}n_{i}\,E_{i}.}
Eine infinitesimale Änderung von {\displaystyle E_{\mathrm {ges} }} ist dann
{\displaystyle \mathrm {d} E_{\mathrm {ges} }=\sum _{i=1}^{N}E_{i}\,\mathrm {d} n_{i}+\sum _{i=1}^{N}n_{i}\,\mathrm {d} E_{i}\ .}
Wenn sich das Teilchensystem in einem thermodynamischen Gleichgewichtszustand befindet, dann ist die Gesamtenergie gerade die innere Energie ({\displaystyle E_{\mathrm {ges} }=U}) und es lässt sich zeigen, dass die beiden Terme dieser Gleichung den beiden Termen im 1. Hauptsatz in der Form {\displaystyle \mathrm {d} U=\delta Q+\delta W} entsprechen. Der erste Term stellt die durch eine reversible Zustandsänderung durch Wärme {\displaystyle \delta Q=T\,\mathrm {d} S} zugeführte Energie dar, der zweite Term die am System geleistete Arbeit, im einfachsten Fall z. B. die Volumenarbeit {\displaystyle \delta W=-p\,\mathrm {d} V}. Hierbei bezeichnet {\displaystyle \mathrm {d} } das vollständige Differential der dahinter benannten Zustandsgröße, während {\displaystyle \delta } das inexakte Differential der betreffenden Prozessgröße kennzeichnet. Das gleiche Ergebnis folgt auch bei quantenmechanischer Behandlung.
Die Übertragung von Wärme bedeutet demnach, dass sich die Besetzungszahlen der Energieniveaus ändern, während Arbeit bei unveränderten Besetzungszahlen die Lage der Niveaus verschiebt. Letzteres stellt damit das mikroskopische Kriterium für einen adiabatischen Prozess dar.